# 용정차

용정차(중국어 간체자: 龙井茶, 정체자: 龍井茶, 병음: lóngjǐngchá 룽징차[*])는 중화인민공화국 저장성 항저우시에서 재배하는 대표적인 녹차이다. 원나라에서 처음 재배하였으며 그 가운데 시후 용정차는 호포천의 물로 재배한다. 호포천의 물은 차고 깨끗하며 깊다. 용정차와 호포천을 합쳐 용차호수(龍茶虎水)라 부르며 줄여서는 용정차라고 부른다. 또, 용정차와 호포천은 서호의 쌍절이라 부른다.

## 맛과 향기
용정차는 짙은 향, 부드러운 맛, 비취 같은 녹색 그리고 아름다운 잎새 라는 네 가지 특징을 가지고 있어 '4절(四絶)'이라고 호평을 받고 있다.  용정차는 등급에 따라서 7 가지로 나뉘며, 최고급, 고급 그리고 1등급에서 5등급 순으로 분류한다.

## 역사
용정차는 청나라 강희제에 의해 공차로 인정받았다. 전설에 따르면, 강희제의 손자인 건륭제가 서호를 방문했을 때, 사자봉 아래에 있는 후공사에 들렀다가 이 차를 대접 받았다고 한다. 건륭제는 깊은 맛에 감명을 받아, 절 앞의 차 밭에 벼슬을 내렸다고 한다.
1959년 중국은 10대 명차를 선정했는데 그 중 첫번째가 서호용정이다. 서호용정은 '녹차의 황후'라고 불릴 정도로 유명하다.

## 그 밖에 특징
용정차는 벽라춘과 함께 발효를 시키지 않는 대표적인 차이다.

## 같이 보기
- 차 (음료)
- 중국의 10대 명차 [깨진 링크(과거 내용 찾기)]